# NGC 5182
NGC 5182 é uma galáxia espiral barrada (SBbc) localizada na direcção da constelação de Hydra. Possui uma declinação de -28° 09' 01" e uma ascensão recta de 13 horas, 30 minutos e 41,6 segundos.
A galáxia NGC 5182 foi descoberta em 13 de Maio de 1834 por John Herschel.